# Valle Thuras
Valle Thuras è il nome di un'area naturale protetta classificata come sito di interesse comunitario e zona speciale di conservazione situata in Piemonte nella città metropolitana di Torino e completamente compresa nel territorio comunale di Cesana Torinese.
L'area protetta comprende il versante destro del bacino idrografico del torrente Thuras ed è compresa nella regione biogeografica alpina.